# Nothing Else Matters
〈Nothing Else Matters〉는 미국의 헤비 메탈 밴드 메탈리카의 파워 발라드이다. 1992년 자칭 다섯 번째 스튜디오 음반인 《Metallica》의 세 번째 싱글로 발매되었다. 이 곡은 《빌보드》 메인스트림 록 트랙 차트에서 11위, 영국 싱글 차트에서 6위, 덴마크에서 1위를 차지했으며 다른 많은 유럽 차트에서도 톱 10에 올랐다. 메탈리카의 가장 잘 알려져 있고 가장 인기 있는 노래 중 하나로 인정받는 이 곡은 라이브 공연의 필수품이 되었다.

## 역사
리드 싱어이자 리듬 기타리스트인 제임스 헷필드는 1990년 투어 중 "집을 비우는 것에 대해 실망하고 있었다"며 이 곡을 작곡했다(헷필드/울리히의 공로를 인정). 처음에는 헷필드가 직접 작곡한 곡이었기 때문에 발매 예정이 아니었지만, 드러머 라스 울리히가 이 곡을 듣고 음반에 고려되었다. 헷필드는 처음에 밴드에 이 곡을 발표하는 것에 대해 "메탈리카는 우리 네 명밖에 될 수 없다고 생각했습니다. 병아리와 빠른 자동차에 관한 노래가 아니라면 무엇이든 파괴하고, 머리를 두드리고, 군중을 위해 피를 흘리며, 우리가 좋아했던 노래들입니다. 이 노래는 당시 여자 친구에 관한 노래였습니다. 알고 보니 꽤 큰 노래였습니다." 이 곡은 1990년 8월 13일에 밴드가 녹음한 네 곡의 데모 곡 중 하나였다.

## 구성
도입부는 열린 로우 E로 시작하여 열린 G, B, 높은 E 현으로 이어지는 E 마이너 아르페지오(무대 공연에서 반 단계 낮은 위치로 전환)이다.
이 곡은 헷필드가 기타 솔로로 연주하는 몇 안 되는 메탈리카 곡 중 하나이다. 리드 기타리스트 커크 해밋은 스튜디오 녹음에서 연주하지 않아 클리프 버튼의 "(마취) 당기는 이빨"과 함께 전체 메탈리카 레퍼토리 중 몇 안 되는 곡 중 하나가 되었다. 해밋은 음반 투어에 참여하기 전까지는 노래 연주법을 배우지 못했다고 말했다.
오케스트라 편곡은 수상 경력에 빛나는 작곡가 마이클 카멘이 작곡했다.

## 곡 목록
| #  | 제목                     | 재생 시간 |
| -- | ------------------------ | --------- |
| 1. | 〈Nothing Else Matters〉 | 6:30      |
| 2. | 〈Enter Sandman〉 (Live) | 5:26      |

| #  | 제목                            | 재생 시간 |
| -- | ------------------------------- | --------- |
| 1. | 〈Nothing Else Matters〉        | 6:30      |
| 2. | 〈Enter Sandman〉 (Live)        | 5:26      |
| 3. | 〈Harvester of Sorrow〉 (Live)  | 6:02      |
| 4. | 〈Nothing Else Matters〉 (Demo) | 5:52      |

| #  | 제목                     | 재생 시간 |
| -- | ------------------------ | --------- |
| 1. | 〈Enter Sandman〉        | 5:39      |
| 2. | 〈Sad but True〉         | 5:30      |
| 3. | 〈Nothing Else Matters〉 | 6:17      |

## 인증
| 국가                                                                                         | 인증        | 판매량/출하량 |
| -------------------------------------------------------------------------------------------- | ----------- | ------------- |
| 오스트레일리아 (ARIA)                                                                        | 7× 플래티넘 | 490,000       |
| 오스트리아 (IFPI 오스트리아)                                                                 | 골드        | 25,000*       |
| 벨기에 (BEA)                                                                                 | 골드        | 25,000*       |
| 브라질 (Pro-Música Brasil)                                                                   | 골드        | 30,000        |
| 덴마크 (IFPI Danmark)                                                                        | 2× 플래티넘 | 180,000       |
| 독일 (BVMI)                                                                                  | 3× 골드     | 750,000       |
| 이탈리아 (FIMI)                                                                              | 2× 플래티넘 | 100,000       |
| 뉴질랜드 (RMNZ)                                                                              | 골드        | 5,000*        |
| 스페인 (PROMUSICAE)                                                                          | 2× 플래티넘 | 100,000       |
| 스웨덴 (GLF)                                                                                 | 골드        | 25,000^       |
| 영국 (BPI)                                                                                   | 플래티넘    | 600,000       |
| 미국 (RIAA)                                                                                  | 골드        | 500,000^      |
| *판매량을 기반으로 한 인증 · ^출하량을 기반으로 한 인증 · 판매량+스트리밍을 기반으로 한 인증 |             |               |